# Kär i karriären
Kär i karriären är en amerikansk film från 1993 i regi av Barry Sonnenfeld med Michael J. Fox och Gabrielle Anwar i huvudrollerna.

## Handling
Doug Ireland är portier på ett lyxhotell och ser till att gästerna blir perfekt omhändertagna. Han blir förälskad i en ung kvinna som heter Andy. Han möter en affärsman som kan sponsra hotelldrömmen, men denne har Andy till älskarinna. Doug måste stå på affärsmannens goda sida samtidigt som han försöker vinna Andys hjärta.

## Rollista (urval)
- Michael J. Fox - Doug Ireland
- Gabrielle Anwar - Andy Hart
- Anthony Higgins - Christian Hanover
- Udo Kier
- Bob Balaban